# 饒応祺
饒 応祺（じょう おうき、Rao Yingqi、1837年 - 1903年）、字は子維。清末の官僚。
湖北省恩施出身。1859年、太平天国の石達開軍が侵攻すると、団練を率いて城の防衛に協力し、その功で訓導に任命された。1862年、挙人となり、知県、刑部主事を歴任した。その後、陝甘総督左宗棠の幕府に入り、回民蜂起軍と戦って、金積堡で馬化龍を破るなど功績を立てた。1877年に陝西省の同州知府となり、食糧の増産に成功した。1884年、甘粛省の甘州知府となり、ここでも産業の振興に成果をあげた。1885年に蘭州道となり、1889年に新疆省のカシュガル道に転任となり、1891年に新疆布政使に昇進した。1895年、甘粛省でまたも回民の蜂起が発生すると、饒応祺は新疆巡撫代理に任命され、鎮圧にあたった。鎮圧後、功績により正式に巡撫となった。巡撫として土地の開墾と産業の振興に尽力した。1900年、義和団の乱が発生すると陝甘総督魏光燾・イリ将軍長庚（チャンゲン）とともに東南互保に参加して領事館の保護を約束し、ロシアに侵攻の隙を与えなかった。1902年に安徽巡撫に転任となったが任地に赴く途中で病死した。